# トライアンフ (人材派遣)
株式会社トライアンフは、東京都渋谷区に本社を構える日本の企業。

## 概要
組織・人事・採用のコンサルティングとアウトソーシングサービスを提供している。

## 事業
1. 採用コンサルティング（人材像設計、選考プロセス設計、面接官トレーニングなど）
2. 採用アウトソーシング（新卒採用、中途採用、アルバイト採用）
3. 人事コンサルティング（人事制度設計、評価制度設計、組織診断など）
4. 人事アウトソーシング（給与計算アウトソーシング、年末調整アウトソーシングなど）
5. アセスメントサービス（適性検査ツールCUBICの導入、販売及び活用サポート）
6. 社員研修（新入社員研修、若手社員研修、管理職研修など）

## サービス
- 採用関連サービス
- 組織力強化関連サービス
- 人事・労務関連サービス
- セミナー・公演・記事寄稿

## 経営者人事対談
- 船井総合研究所　五十棲剛史
- セールスフォース　鈴木繁
- サイボウズ　山田理
- ライフレボリューション　増永寛之
- イノベーション　富田直人
- ライフネット生命保険　出口治明
- サントリーサンゴリアス　清宮克幸
- T4C　青木孝博
- ヒューマンシステム　湯野川恵美
- コーチ・エィ　鈴木義幸
- 早稲田大学ラグビー蹴球部監督　中谷竜二
- サンセイランディック　松崎隆司
- 三菱商事　藤田潔
- ブックオフコーポレーション　松下展千
- イデアインターナショナル　橋本雅治
- システムコミュニケーションズ　清水宣夫
- 東レ経営研究所　佐々木常夫
- 山櫻　市瀬和敏
- フリービット　酒井譲
- デジタルインフォプロデュース　岡田泰幸
- サイバーエージェント　曽山哲人
- ライフプラザホールディングス　新家康之
- ECナビ　青柳智士
- 増田弥生
- ファンケル　松ヶ谷明子
- 毎日新聞　西川光昭
- ネットプロテクションズ　柴田紳
- キューアンドエー　金川裕一
- KUURAKU GROUP　福原裕一